# Fido bancario
Il fido bancario, o affidamento, è definito come grado di fiducia assunto da una banca a mettere una somma a disposizione del cliente, o di assumere per suo conto un'obbligazione nei confronti di un terzo.

## Soggetti beneficiari
Un fido bancario può essere concesso sia ad un privato sia ad un'azienda, tuttavia è quest'ultima la categoria che ricorre maggiormente al credito bancario. 
Gli affidamenti bancari vengono concessi dagli istituti di credito a seguito di una complessa istruttoria che di norma ha ad oggetto sia i profili reddituali che quelli patrimoniali del soggetto richiedente al fine di stabilire la capacità di restituzione del credito concesso (profilo reddituale) e la solidità finanziaria (profilo patrimoniale).

## Tipologia
Gli affidamenti bancari si articolano in diverse forme tecniche che potremmo riassumere nelle seguenti categorie:
1. Fidi di cassa ed assimilati: si tratta principalmente del classico scoperto di conto corrente, la linea di credito più utilizzata, e anche più costosa per il cliente. Essa consente di avere un'apertura di credito sul proprio conto corrente, che si esplicita nella possibilità per il cliente di utilizzare in qualsiasi momento ed in qualsiasi modo le somme messe a disposizione da parte dell'istituto di credito affidante, di norma senza preavviso e senza particolari obblighi di restituzione in termini temporali. Si tratta sicuramente di una linea di credito comoda per l'impresa o il privato che ne beneficia, tuttavia le banche affidanti preferiscono un utilizzo elastico di detta linea di credito, e tendono a ridurre o a revocare gli affidamenti caratterizzati da utilizzi pieni e statici. 
2. Smobilizzo crediti, definito anche come castelletto bancario: è una categoria piuttosto ampia che riguarda quelle linee di credito che consentono lo smobilizzo dei crediti che il soggetto richiedente vanta nei confronti di soggetti terzi. In tale categoria si ravvisano principalmente i seguenti tipi di affidamento:
- i fidi cosiddetti di portafoglio composti da anticipo, sconto e credito effetti, dove si intendono per effetti le ricevute bancarie e le classiche cambiali.
- l'anticipo fatture, a sua volta articolato in anticipo fatture con cessione e senza cessione del credito.

3. Fidi di firma: si tratta di garanzie prestate dall'istituto di credito a favore di terzi per conto del soggetto richiedente, la forma tecnica più diffusa è sicuramente la fideiussione bancaria. Esistono fideiussioni del dare e del fare. Le fideiussioni del dare garantiscono il capitale che la garanzia espone come valore facciale di incasso. Le fideiussioni del fare garantiscono l'adempimento di lavori e prestazioni anche in forma finanziaria ma finalizzati a questi precisi scopi.
4. Fidi estero: rientrano in questa categoria tutte quelle linee di credito che consentono di supportare un'azienda nella sua attività commerciale con l'estero. Si evidenziano in tale categoria gli anticipi di fatture all'esportazione, le lettere di credito, i finanziamenti all'importazione.
5. Fidi per derivati: è una categoria molto in voga negli ultimi anni in quanto riguarda tutte quelle linee di credito necessarie per supportare l'operatività in derivati (ad es. futures, options, swap).
6. Finanziamenti: si tratta di tutte quelle operazioni di finanziamento a breve, medio o lungo termine caratterizzate dall'erogazione di una somma capitale e dal rimborso effettuato mediante un piano di ammortamento prefissato. I più diffusi in tale categoria sono i mutui ipotecari e chirografari. 
7. Fidi di anticipazione di fideiussioni bancarie: sono quelle linee di credito che vanno ad anticipare fideiussioni e garanzie bancarie che portano come beneficiario la società del cliente richiedente l'anticipazione che le gira alla banca per l'eventuale incasso che avviene o al verificarsi di determinate condizioni o a scadenza predefinita (expiry date).
Le aziende richiedono ed utilizzano le diverse linee di credito a seconda della particolare esigenza da finanziare e a seconda della struttura e della strategia finanziaria pianificata.

## Revoca degli affidamenti
Fido e castelletto bancario sono strumenti finanziari imprescindibili per la continuità operativa di molte piccole e medie imprese italiane, per mantenere l'equilibrio fra entrate e uscite, a fronte di spese correnti mensili (utenze e stipendi), oltre al pagamento dei fornitori, e ritardi da parte dei clienti.
Da contratto, la banca in genere si riserva la facoltà di revoca dell'affidamento con obbligo di rientro del capitale entro 15 giorni. 
Il Testo Unico Bancario non disciplina la materia, ma la revoca  degli affidamenti deve comunque rispettare i principi di diligenza, correttezza, ragionevolezza e buona fede che regolano i rapporti contrattuali, ed è in caso contrario passibile quindi di contestazione e richiesta danni.